# Cartoon Network Tajvan
A Cartoon Network Tajvan (kínaiul: 卡通頻道; pinjinül: Kǎtōng píndào) a Cartoon Network rajzfilmadó tajvani változata, amely kínai nyelven érhető el. A csatorna 1995. január 1-jén indult és a nap 24 órájában sugároz.

## Műsorok
- Kalandra fel!
- Gumball csodálatos világa
- Bébi bolondos dallamok
- Ben 10
- Ben 10 és az idegen erők
- Beyblade: Metal Fusion
- Bátor, a gyáva kutya
- Generátor Rex
- Winx Club
- A Garfield-show
- Frédi és Béni, avagy a két kőkorszaki szaki
- Scooby-Doo
- Tom és Jerry
- Tom és Jerry gyerekshow
- Transformers
- Billy és Mandy kalandjai a kaszással
- Pindur pandúrok
- Ultraman Max
- Sgt. Frog
- Blue Dragon
- Kirarin Revolution
- Shugo Chara!
- Princess Comet
- Anpanman
- Astro Boy
- Cooking Master Boy
- Ultimate Muscle
- Petite Princess Yucie
- Mirmo!
- Azumanga Daioh
- Taro the Space Alien
- Tsukuyomi: Moon Phase
- Sasami: Magical Girls Club
- Machine Robo Rescue
- Kaiketsu Zorori
- Kaleido Star
- Akazukin Chacha
- Sugar Sugar Rune
- Demasita! Powerpuff Girls Z
- Kodocha
- School Rumble
- Creamy Mami, the Magic Angel
- My Neighbors the Yamadas
- Pani Poni Dash!
- Dan Doh!
- Onegai My Melody
- Ani-Yoko: My Next Door Neighbor
- Bakegyamon
- Kaibutsu-kun
- Bakugan
- Pluster World
- Zettai Karen Children
- Deltora Quest
- Yatterman
- Pokémon
- Dragon Ball Kai
- A Penguin's Troubles

## Logók
Mindegyik a jobb felső sarokban látható.

Az első logó, melyet 1995. január 1. és 2005 között használt.

## Fordítás
- Ez a szócikk részben vagy egészben  a   Cartoon Network (Taiwan) című angol Wikipédia-szócikk fordításán alapul.  Az eredeti cikk szerkesztőit annak laptörténete sorolja fel. Ez a jelzés csupán a megfogalmazás eredetét és a szerzői jogokat jelzi, nem szolgál a cikkben szereplő információk forrásmegjelöléseként.